# 오카쿠라 덴신

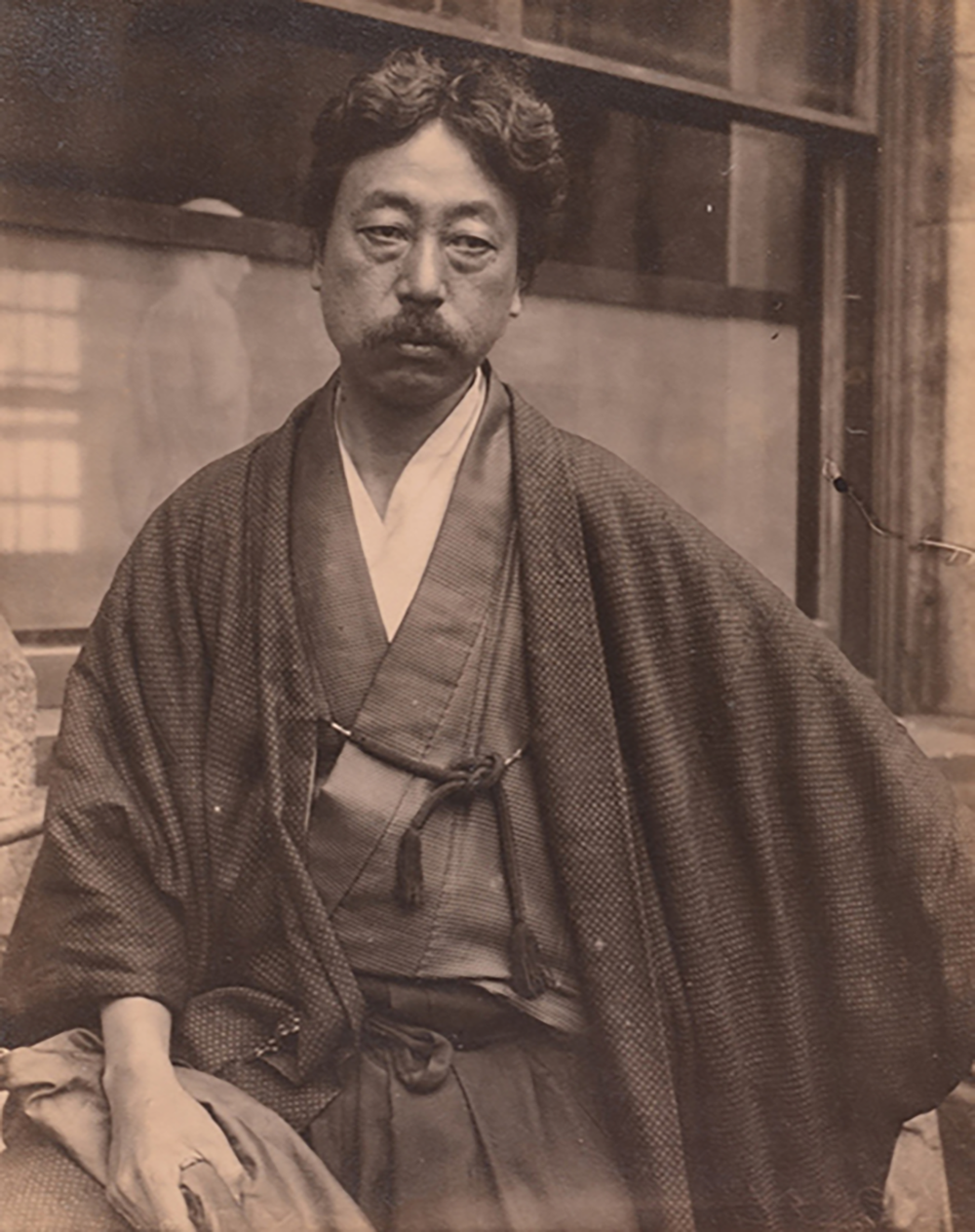
오카쿠라 덴신

오카쿠라 덴신(일본어: 岡倉 天心 오카쿠라 텐신[*], 1863년 2월 14일 ~ 1913년 9월 2일)은 일본 메이지 시대에 활약한 우익 사상가, 문인, 철학자이다. 미학과 관련된 글을 여러개 썼으며, 미술사, 미술 평론, 미술가 양성 활동도 했다. 본명은 가쿠조 (覚三 카쿠조[*])이다. 한국에서는 '조선은 원래 일본의 영토'라는 주장으로 악명 높은 정한론자들중 한명이기도 하다.

## 인물
가나가와현 요코하마시에서 태어났다. 집안은 후쿠이번 출신의 무가 (일본사) 집안으로 1871년에 도쿄로 이주했다. 도쿄 예술대학의 전신인 도쿄 미술학교의 설립에 큰 공헌을 했으며 일본 미술원의 창설자이다.
일본 근대화시기 미술사연구의 개척자로 미술 평론을 하며 영어로 저작을 남겼다. 미술가 양성에 힘쓰면서, 보스턴 미술관의 중국, 일본미술부장 등을 맡는 등 다양한 활동을 하면서 일본 미술 개념의 성립에 일조했다. 텐신「天心」은 시를 쓴다거나 할 때의 호여서 생전에 오카쿠라 텐신으로 불린 적은 별로 없다. 미국에서는 본명인 오카쿠라 카쿠조로 알려져있다.
후쿠이번의 하급 번사였던 아버지 岡倉勘右衛門은 불안한 무사의 신분을 버리고 요코하마로 와서 무역상이 된다. 이시카와야「石川屋」에서 상점을 열었다. 여기서 태어난 카쿠조(覚三)는 원래 「角蔵」이라는 이름이었다. 9세 때 여동생을 낳던 어머니가 산욕으로 죽었다. 어머니의 장례를 치른 長延寺에 맡겨져 한학을 공부하다가 요코하마에 거주중이던 선교사 제임스 발라(James Hamilton Ballagh)의 영어기숙사에서 영어를 배웠다. 동생 岡倉由三郎은 영어학자가 되었다. 도쿄 가이세이 학교에 입학해 정치학과 재무 등을 배웠다. 영어를 잘했기 때문에 강사로 일하던 어네스트 페노로사의 조수가 되어 그의 미술품 수집을 도왔다. 16세때 오오카 다다스케의 먼 자손인 基子와 결혼했다.
1886년 도쿄 예술대학 설립을 돕기위해 페노로사와 함께 유럽을 여행했고 아르누보 운동에 강하게 영향을 받았다. 1890년부터 3년간 도쿄 예술 대학에서 강의를 했다. 1882년 센슈 학교의 강사가 되어 학교 활성화에 기여했다. 이후 연이 넓어져서 문부성 전문학무국에서도 일하게 되었다. 당시 제자인 우라 케이이치(浦敬一)는 텐신과 만나 강하게 영향받았다고 한다.
1888년 오카쿠라는 자신의 후원자였던 쿠키 류이치(九鬼隆一)의 부인 하츠코(波津子)와 사랑에 빠졌고 하츠코는 쿠키와 별거 후 이혼하게 된다. 이혼 후에 낳은 아들이 철학자 쿠키 슈조(九鬼周造)로 쿠키 슈조는 어린시절 오카쿠라 텐신을 아버지로 생각한 적도 있다고 한다. 1890년(메이지 23년)부터 3년간 도쿄 미술 학교에서 행한 강의 "일본 미술사"는 일본인의 관점으로 일본 미술을 서술한 최초의 것으로 간주된다. 1890년 도쿄 예술 학교 초대 교장에 오카쿠라 덴신이, 부교장은 페노로사가 되었는데 당시 27세였다. 福田眉仙、横山大観、下村観山、菱田春草、西郷孤月 등이 당시의 제자들이다. 1897년, 『 일본 제국 미술사 』의 편찬 주임이 되었다.
1901년 인도에 방문해 타고르, 비베카난다 등과 교류한다. 1902년 일본을 방문한 비글로우(William Sturgis Bigelow)와 교류했고 비글로우의 소개로 보스턴 미술관에서 일하게 되면서 이후 양쪽을 왕복하면서 일하게 된다.
도쿄도 다이토구에는 그를 기념하는 공원이 있다. 이바라키현 기타이바라키시에는 텐신 기념 오포 미술관이 1997년에 설립되었다. 또 뉴욕에서 영어로 "차의 책"을 출판한지 백주년인 2006년 10월 9일, 오카쿠라가 마음의 고장으로서 각별히 사랑한 후쿠이현의 대본산 에이헤이지(永平寺)에서 "차의 책" 출판 100주년 기념 좌담회가 열렸다. 후쿠이 현립 미술관에서는 2013년 11월 "전무 후무한 오카쿠라 덴신전"「空前絶後の岡倉天心展」을 열었다.

## 같이 보기
- 차 이야기(1906), 『The Book of Tea』/『茶の本』, 이동주 역, 기파랑. ISBN 978-89-6523-933-8
- 동양의 이상, 『東洋の理想』 ISBN 978-89-6545-159-4
- 규슈 국립박물관
- 다도 (일본)
- 타고르
- 마쓰모토 세이초, 『岡倉天心 その内なる敵』
- 타케나카 나오토 주연 영화, 『天心』